# San Juan de Plan

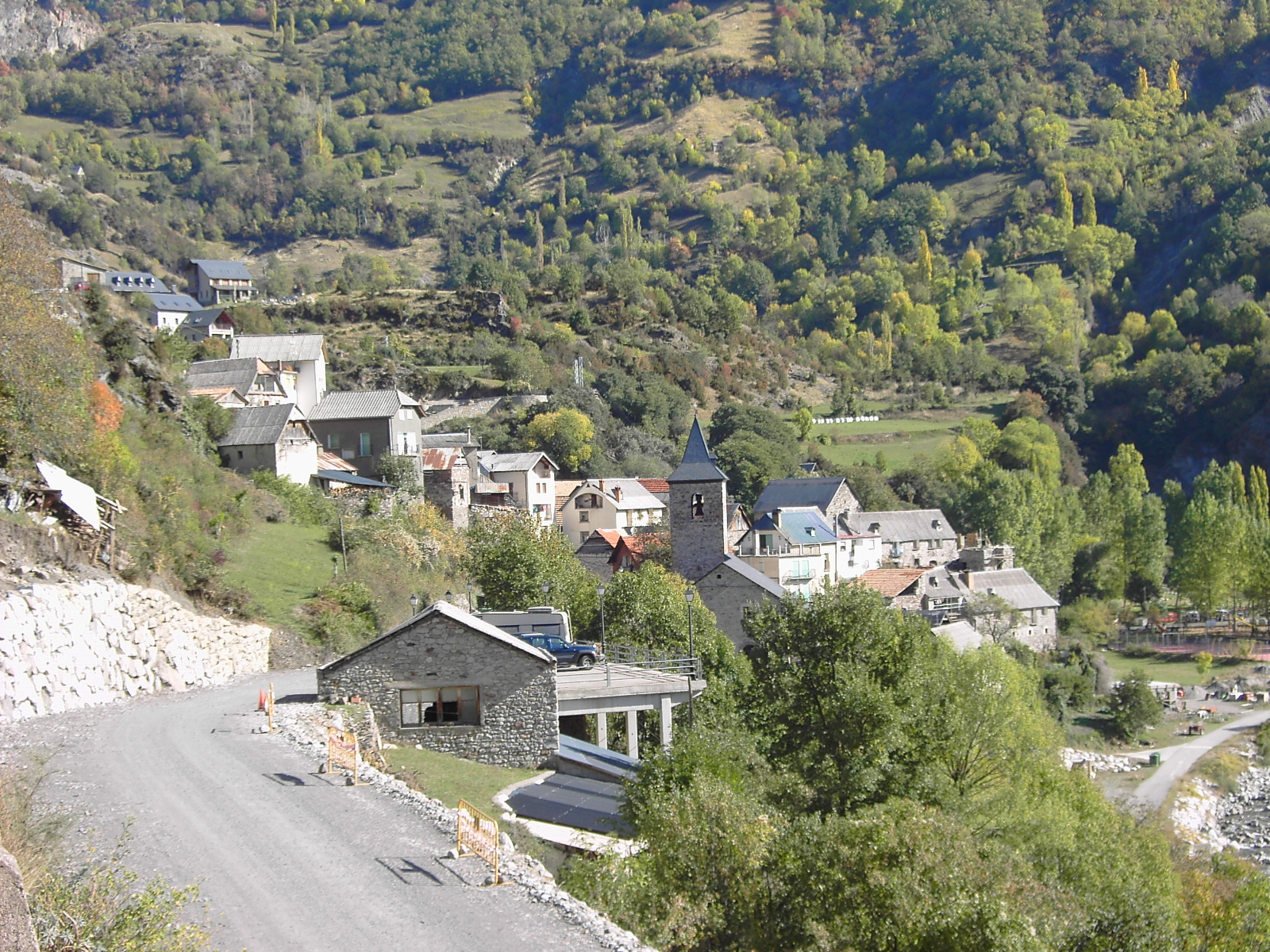
San Juan de Plan

San Juan de Plan là một đô thị trong tỉnh Huesca, Aragon, Tây Ban Nha. Theo điều tra dân số 2018 (INE), đô thị này có dân số là 152 người.